# 110393 Rammstein
A 110393 Rammstein (ideiglenes jelöléssel 2001 TC8) a Naprendszer kisbolygóövében található aszteroida. Jean-Claude Merlin fedezte fel 2001. október 11-én.
Nevét a Rammstein német zenei együttes után kapta.